# Brian Retterer
Brian Retterer (1972) es un deportista estadounidense que compitió en natación. Ganó una medalla de plata en el Campeonato Mundial de Natación en Piscina Corta de 1997, en la prueba de 100 m espalda.

## Palmarés internacional
| Campeonato Mundial en Piscina Corta | Campeonato Mundial en Piscina Corta | Campeonato Mundial en Piscina Corta | Campeonato Mundial en Piscina Corta |
| Año                                 | Lugar                               | Medalla                             | Prueba                              |
| ----------------------------------- | ----------------------------------- | ----------------------------------- | ----------------------------------- |
| 1997                                | Gotemburgo (Suecia)                 | Medalla de plata                    | 100 m espalda                       |